# Nonverbale Kommunikation

Symbolbild – Kahla Porzellanteller – Wirkung von Viagra wird in anschaulicher nonverbale Kommunikation als Bildsprache dargestellt

Nonverbale Kommunikation (auch averbale Kommunikation, Verständigung ohne Worte) bezeichnet jenen Teil der zwischenmenschlichen Kommunikation, der nicht durch wörtliche Sprache vermittelt wird. Auch im Tierreich existieren Zeichensysteme und kommunikative Handlungen, die als Sprache bezeichnet werden. Der Begriff umfasst auch die Kommunikation zwischen Mensch und Tier (z. B. mit Haustieren), die nicht durch Worte von Menschen erfolgt. Nonverbale Kommunikation kann absichtlich (intentional) oder unabsichtlich erfolgen. Auch die gesprochene Kommunikation hat nonverbale Aspekte (Parasprache).
Die ersten systematischen Untersuchungen zu interkulturell universell ausgedrückten Basisemotionen unternahm Charles Darwin.

## Definitionen
Nonverbale Kommunikation (vom lat. non = nicht, verbum = Wort und communicare = sich verständigen; nicht-wörtliche Verständigung) ist jegliche Kommunikation, die nicht verbal erfolgt, also weder über Lautsprache noch über Gebärdensprache oder Schriftsprache. Verständigungssysteme, in denen sprachliche Zeichen aus einem dieser Systeme in eine andere Modalität „übersetzt“ werden, beispielsweise Lormen oder lautsprachbegleitende Gebärden, werden ebenfalls nicht zur nonverbalen Kommunikation gerechnet, da es sich bei ihnen um Kodierungen der jeweiligen verbalen Systeme handelt, von denen sie abgeleitet sind. Allerdings können auch Schriftbild, Stimmlage und Sprechverhalten wesentliche – nonverbale – Botschaften über einen Menschen übermitteln, ebenso wie es auch bei Bilderschriften und Gebärdensprachen neben den verbalen auch nonverbale Anteile gibt, welche die verbal übermittelte Botschaft ergänzen.
Auf einer anderen Ebene wird auch die Verwendung verschiedener Zeichen als nonverbale Kommunikation bezeichnet. Es wird in Zeichen, Anzeichen (aufsteigender Rauch für Feuer), nachahmende Zeichen (z. B. Informationsgrafiken, Symbole) und hinweisende Zeichen (z. B. Verkehrsschilder) unterschieden. Eine weitere Lesart des Begriffs ist die Gleichsetzung von nonverbaler Kommunikation mit nicht-stimmlicher Kommunikation und verbaler Kommunikation mit lautsprachlicher Kommunikation. Diese Lesart ist umgangssprachlich verbreitet, entspricht aber nicht der Gebrauchsweise des Begriffs in der Linguistik.
Im weiteren Sinn bezeichnet nonverbale Kommunikation jedes nicht-sprachliche Verhalten, das Auskunft über innere Zustände des sich verhaltenden Lebewesens gibt. In dieser Lesart liegt nonverbale Kommunikation vor, sobald der Empfänger der Kommunikation Schlüsse aus dem Verhalten des anderen oder auch aus wahrnehmbaren Resultaten des anderen zieht; eine kommunikative Absicht des Senders ist in diesem Fall nicht erforderlich. Beispiele hierfür sind das Erröten als Kommunikation von Verlegenheit oder schlechtem Gewissen, Gestaltungen des Erscheinungsbilds wie Kleidung und Accessoires, die Frisur, Tätowierungen und Ziernarben – bis hin zur Wohnungseinrichtung und gestalterischen Maßnahmen in der Architektur, die eine Gruppenzugehörigkeit oder ein bestimmtes Lebensgefühl zum Ausdruck bringen sollen.
Träger nonverbaler Botschaften sind nicht nur willentlich kontrollierbare Äußerungen wie Gestik, Mimik, Blickkontakt oder nicht-sprachliche Lautäußerungen wie beispielsweise das Lachen; vielmehr kann in dieser Gebrauchsweise des Begriffs jedwedes Verhalten als nonverbale Kommunikation betrachtet werden. Der bekannte Ausspruch von Paul Watzlawicks, man könne „nicht nicht kommunizieren“, bezieht sich auf diesen Sachverhalt. In Anlehnung an Watzlawick wird nonverbale Kommunikation gelegentlich auch als analoge Kommunikation bezeichnet, wohingegen verbale Kommunikation als digitale Form der Kommunikation gilt.

## Kanäle nonverbaler Signale
Nonverbale Informationen können auf vielfältige Weise kodiert sein. Zu den am häufigsten bemerkten Ausdrucksmöglichkeiten gehören die Gesichtsausdrücke, Gesten, Körperhaltung und -bewegung, Tonfall (schmeichelnd, aggressiv usw.), Berührung und Haptik, Geruch (Schweiß, Parfum, Atemalkohol, Pheromone, Arbeitsstoffe usw.), Anhaftungen an Körper und Kleidung (Schminke, Schmutz, Schmieröl, Staub, Spinnweben, Schnee, …), Blickkontakt, interpersonelle Distanz, Impression-Management (durch Kleidung, Frisur usw.) u. a.

## Funktionen nonverbaler Kommunikation
Nonverbale Signale dienen zum Ausdrücken von Emotionen, zur Übermittlung von Einstellungen (zum Beispiel Antipathie mit einem verächtlichen Gesichtsausdruck), zur Darstellung von Persönlichkeitseigenschaften (zum Beispiel Schüchternheit) oder zur Modulation einer verbalen Nachricht (ergänzen, verdeutlichen, ersetzen, einschränken oder gar, beim Sarkasmus, widersprechen).
Ein Beispiel für eine nonverbale Kommunikation, welche die Wahrnehmung von sich selbst und anderer beeinflusst, ist das Power Posing. Dabei handelt es sich um ein Phänomen, bei welchem das Einnehmen einer bestimmten Körperhaltung (Power Posing) dazu führt, dass man auf andere Personen machtvoller wirkt und sich deshalb auch mächtiger fühlt.
Die Harvard-Professorin Amy Cuddy schreibt in ihrem Buch mit dem Titel „Presence“ von der Wechselwirkung zwischen Körper und Emotionen. Demnach kann sich durch die entsprechende Körpersprache und Körperhaltung das Denken und das Wahrnehmen von Emotionen ändern.
In einem Beispiel spricht sie vom sogenannte Power Posing. Es ähnelt dem Bild von „Wonder Woman“, welche im festen Stand die Arme in die Hüften stemmt und erhobenen Hauptes eine klare, selbstbewusste Pose darstellt.
Diese Haltung des Körpers soll wirksam gegen Stressemotionen helfen und die Hormone Testosteron und Cortisol im Blut verändern. Demnach müssten die Anteile des körpereigenen Testosterons steigen und die Produktion des Stresshormons Cortisol abgeschwächt werden. Ein Gefühl des Selbstvertrauens und des gestärkten Selbstbewusstseins entsteht laut Cuddy, ganz nach dem Motto „Fake it till you make it“.

## Dekodierung nonverbaler Kommunikation
Auch die Dekodierung nonverbaler Signale erfolgt auf vielfältige Weise, bewusst und unbewusst, aufgrund von Wissen oder, mithilfe der Spiegelneurone, durch empathisches Mitfühlen.
- Das Auge liefert Informationen über Mimik, Gestik und Körpersprache sowie über Bewegungsmuster, Nähe und Distanz, vegetative Symptome (z. B. Erröten, Schwitzen, Pupillengröße des Gegenübers) und anderes (vgl. Blickkontakt).
- Die Rezeptoren der Haut liefern Empfindungen, die dem Tast-, Temperatur- und Schmerzsinn zugeordnet werden. Dabei liegen dem Tastsinn und der taktilen Kommunikation Sensationen wie Kitzel, Berührung, Vibration, Druck und Spannung zugrunde.
- Der Geruchssinn (Olfaktorik) bestimmt z. B. ob der Geruch des Gegenübers als angenehm oder unangenehm wahrgenommen wird.
- Daneben liefert die akustische Wahrnehmung der averbalen Anteile des Sprechens – wie Stimmfärbung, Tonhöhe usw. als Bestandteile der paraverbalen Kommunikation – weitere Informationen.

## Gliederung der nonverbalen Kommunikation

### Unbewusste nonverbale Kommunikation
Neben den visuell aufgenommenen Informationen (Mimik, Gestik, Mikroexpressionen) haben auch die übrigen Sinne eine große Bedeutung für das durch nonverbale Kommunikation gesteuerte Verhalten.

### Teilbewusste nonverbale Kommunikation
Bestimmte körpersprachliche Signale laufen teilbewusst ab. So bemerken wir i. d. R. durchaus bestimmte Veränderungen unserer Mimik selbst, über weite Strecken nehmen wir diese Veränderungen jedoch nicht wahr und können diese auch nicht bewusst zur Kommunikation einsetzen. Friedrich Nietzsche hat das schon auf den Punkt gebracht: „Man lügt wohl mit dem Munde; aber mit dem Maule, das man dabei macht, sagt man doch noch die Wahrheit.“
Bestimmte autonome Körperfunktionen wie beispielsweise Schweißbildung, Erröten, Pupillenveränderung oder Puls, welche dem Gegenüber auffallen, können nicht bewusst gesteuert werden, sind jedoch zum Teil durchaus selbst wahrnehmbar.
Ähnlich den olfaktorischen Signalen bildet die Körpersprache ebenfalls Ausdrucksformen einer genetisch veranlagten Verhaltenssteuerung ab. Diese führen uns beispielsweise bei Gefahr zu erhöhter Leistungs- und Wahrnehmungsfähigkeit (Hautwahrnehmung durch Schweißbildung, gesteigerte Leistungsfähigkeit durch Pulsveränderung, Wahrnehmungsveränderungen des Gesichtsfeldes bei Gefahr etc.) oder sie helfen uns bei der Vorbereitung der Fortpflanzung, das jeweils beste erreichbare genetische Material zu gewinnen (die kräftige männliche Erscheinung als Zeichen für Durchsetzungsfähigkeit beziehungsweise die Ausprägung der sekundären Geschlechtsmerkmale der Frau zur Versorgung der Kinder). Da diese Einschätzungen teilweise unbewusst ablaufen, werden sie kulturell oft verleugnet.
Längerfristige Veränderungen in den Lebensgewohnheiten des Menschen drücken sich ebenfalls körpersprachlich aus. Zu nennen sind hier exemplarisch die Beschaffenheit von Fingernägeln und Haaren, ernährungsbedingte Veränderungen der Haut oder Fettablagerungen beziehungsweise Muskelaufbau, Haltungsstörungen im Wirbelsäulenbereich aufgrund mangelnder Vitalität oder mimische Veränderungen aufgrund lang anhaltender einseitiger emotionaler Lebenssituationen (die „griesgrämige Erscheinung“, die „Lachfalten“, das „markante Kinn“).
Die Fähigkeit der Decodierung derartiger Signale hat sich, ebenso wie die unbewusste nonverbale Aussendung solcher Signale und die körpersprachliche Ausdrucksform im Laufe der Evolution als nützlich erwiesen. Zum einen, um im Wettbewerb das beste genetische Material für den Arterhalt zu sichern („Gene Shopping“). Zum anderen, um im sozialen Umgang miteinander Vorteile zu gewinnen.
Ein besonders wichtiges Beispiel ist in diesem Zusammenhang das Lächeln.

### Bewusste nonverbale Kommunikation

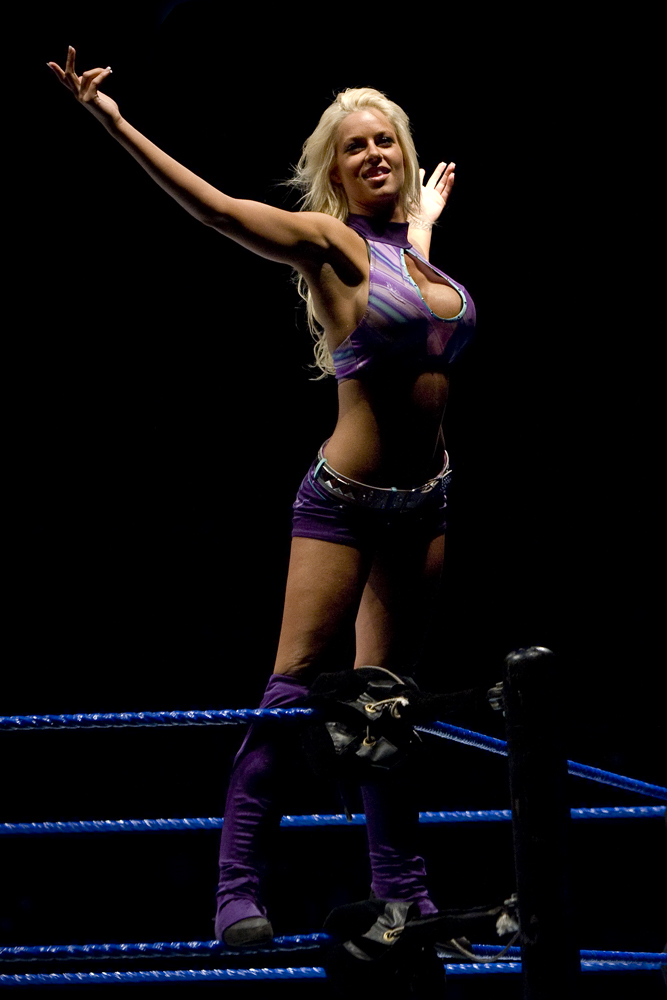
Siegerpose

Die Gestik des Menschen drückt sich durch Arme, Hände und Oberkörper aus, die Mimik im Gesicht, insbesondere in Augen- und Mundpartie. Hier finden sich nuancenreiche Ausdrucksformen. Auch die Fähigkeit des „Lesens“ in einem Gesicht ist Teil unserer genetischen Veranlagung aus der Zeit, in der die Sprache noch nicht entwickelt war. Diese Fähigkeit variiert jedoch stark, je nachdem ob uns die Kultur einer Person bekannt ist oder nicht, siehe auch Cross-Race-Effekt.
Als Teil der gesellschaftlichen Sprache ist der bewusste Einsatz von Gesten, Mimik und Körperstellungen Bestandteil jeder menschlichen Kultur. In unterschiedlichen Gebieten der Erde haben ähnlich ausgeführte Gesten zum Teil eine vollkommen gegenteilige Bedeutung:
- das „OK-Zeichen“ (Ring aus Daumen und Zeigefinger, übrige Finger gestreckt) bedeutet in Japan „Geld“, in Frankreich „Null“, in Mexiko „Sex“, in Äthiopien „Homosexualität“ usw.[12]

Im Gegensatz zu den teilbewussten Ausdrucksformen nonverbaler Sprache, ist es in den bewussten Bereichen der Körpersprache möglich, nonverbale Ausdrucksformen zu erlernen.
Beispiele hierfür sind:
- das Anlächeln des Gegenübers zur Kontaktaufnahme
- das „Pokerface“ des Kartenspielers
- die unterstützende Gestik mit den Händen im Dialog
- der „selbstbewusste Händedruck“ des Verkäufers

Das „Schönmachen“ durch die gezielte Verwendung von Duft- und Farbstoffen (Parfum, Lippenstift, Mascara usw.), sowie sorgfältig ausgewählter Kleidung ist eine kultivierte Kombination verschiedener Signalhandlungen bewusster nonverbaler Kommunikation. Sie dient in gesellschaftlicher Umgebung als Ausdruck „gepflegter“ und somit attraktiver Erscheinung.
In der Gebärdensprachen-Linguistik werden die „nicht-sprachlichen“ begleitenden Kommunikationsanteile der Körperbewegungen als „nonverbale Kommunikation“ bezeichnet. Beispiele hierfür sind das Winken und Wedeln mit den Armen oder das Antippen des Gesprächspartners, um seine Aufmerksamkeit zu erreichen. Die Mimik wird dagegen, insoweit sie linguistische Funktionen erfüllt (z. B. Unterscheidung von Gebärden, die sich nicht hinsichtlich der manuellen Artikulation unterscheiden) als Bestandteil des Gebärdensprachen-Korpus betrachtet.
Kleidung und andere Maßnahmen der Körpergestaltung (wie Schmuck, Frisur, Barttracht, Tattoos, Kopfbedeckungen etc.) als Elemente der Körpersprache, sowie Maßnahmen der weiteren Umfeldgestaltung (Wohnung, Haus, Auto, Garten etc.), stellen einen weiteren Bereich der bewussten nonverbalen Kommunikation dar (Kleidung als Zeichensystem). Umgangssprachlich stehen die Feststellungen „Kleider machen Leute“ bzw. „Des Kaisers neue Kleider“ oder die Geschichte des „Hauptmann von Köpenick“ exemplarisch für die Bedeutung, die dem Wert und der Funktion menschlicher Kleidung als gezielte Ausdruckselemente nonverbaler Kommunikation beigemessen wird.

## Computervermittelte nonverbale Kommunikation
Nonverbale Kommunikation findet nicht nur in der face-to-face Kommunikation statt, sondern heutzutage auch über digitale Kommunikationsmedien.
Die Basis für computervermittelte nonverbale Kommunikation wurde bereits im Jahre 1963, von dem amerikanischen Werbegrafiker Hervey Ball, geschaffen. Er erfand den Smiley, welcher die grafische Darstellung eines Gesichtsausdruckes ist.
1982 folgten dann die Emoticons. Erfunden wurden sie vom amerikanischen Informatiker Scott Fahlman mit der ursprünglichen Funktion Ironie zu kennzeichnen. Grundsätzlich war dies schon ein deutlicher Fortschritt, da Emoticons bereits über die digitale Sprache verwendet werden konnten. Emoticons bestehen dennoch lediglich aus Schriftzeichen (Komma, Bindestrich, Doppelpunkt etc.), weshalb man durch die Nutzung begrenzter Schriftzeichen erheblich eingeschränkt war.
Seit 1998/99 existieren die Emojis. Hierbei handelt es sich um bildliche Symbole, welche Personen, Emotionen, Zustände oder Gegenstände darstellen können. Diese sind die Erfindung des Japaners Shigetaka Kurita.
Emojis sind heute ein fester Bestandteil der Computervermittelten Kommunikation. Sie erlauben die Kommunikation über viele verschiedene Themen, können Emotionen vermitteln, Ironie kennzeichnen und Aussagen entweder betonen oder mildern.

## Individuelle Unterschiede
Bei der Fähigkeit, nonverbale Signale zu enkodieren und zu dekodieren gibt es erhebliche individuelle Unterschiede. Im Durchschnitt sind Extravertierte besser als Introvertierte und Frauen besser als Männer. Eine Ausnahme ist das Erkennen von Anzeichen, ob eine Person lügt, darin sind Männer besser. Eine Studie in elf Ländern zeigte, dass Frauen, je stärker sie unterdrückt werden, umso häufiger nonverbale Zeichen für Unwahrheit ignorieren und stattdessen Anzeichen für die erwünschte Nachricht beachten.

## Kulturelle Unterschiede
Neben individuellen Unterschieden können auch kulturelle Unterschiede bei der Rezeption von nonverbalen Signalen auftreten. Bezüglich verschiedener Gesten und der paraverbalen Kommunikation lassen sich einige Diskrepanzen finden.
Während in den USA ein aus Daumen und Zeigefinger gebildeter Kreis so viel bedeutet wie „gute Leistung“, benutzt man diese Geste in Japan für die Darstellung von Geld.
Auch der paraverbale Teil in der Kommunikation variiert. Je nachdem, ob man die Stimme am Ende eines Satzes hebt, bedeutet dies im europäischen Raum die Formulierung einer Frage. In südlichen Bereichen Indiens wird damit jedoch eine Aussage formuliert.

## Distanzzonen
Mit der situationsabhängigen räumlichen Beziehung der Kommunikationspartner zueinander als besonderem Aspekt der Körpersprache beschäftigt sich die Proxemik. Abstand, Körperhöhe, Körperausrichtung und Formen der Berührung spielen hier eine Rolle. Abhängig ist dieses Raumverhalten neben der aktuellen Situation auch von kulturspezifischen Normen, dem Geschlecht und dem Beruf der Kommunikationspartner sowie individuellen Faktoren wie Introversion oder Extraversion. Da die einzelnen Distanzzonen in ihrer Ausweitung kulturabhängig sind, kann der Abstand in einem gewissen Maß variieren. Seit den 1970er Jahren findet man bei non-verbalen Kommunikationsseminaren folgende Regel, die jedoch experimentell nicht sicher belegt ist. Gerade im Bereich der intimen und persönlichen Zone sind die experimentellen Mittel häufig viel zu grob gewählt gewesen. Die hier genannten Maße dürften noch konkreter überprüft werden müssen.
- intime Zone: direkter Körperkontakt (unter ca. 35 cm) meist nur mit Familie oder dem Partner/der Partnerin
- persönliche Zone (ca. 35 bis 120 cm) mit Freunden und Bekannten in privaten Situationen
- soziale/gesellschaftliche Zone (ab ca. 120 bis 400 cm) ist eine angemessene Distanz in Alltagsgesprächen
- öffentliche Zone, auch Flucht-Distanz (ab ca. 400 cm) vor einem größeren Publikum.[21]

Wird die intime Zone durch fremde oder unbekannte Personen durchbrochen, wird das als Bedrohung oder Gefahr wahrgenommen.
Bei Überschreiten der Grenzen der jeweiligen Distanzzonen von Personen, die man einer weniger intimen Distanz zuordnet, wird dies als unangenehm empfunden. Dem Gesprächspartner wird durch Zurückweichen vermittelt, dass eine Grenze überschritten wurde. Die als angenehm empfundene Distanz entwickelt sich vom vierten bis 22. Lebensjahr und nimmt in dieser Zeit gleichmäßig zu.
Die moderne Psychologie bedient sich anderer experimenteller Mittel (computergestützte Bewegungsanalysen). Dies zeigte, dass die sogenannte „intime“ und „persönliche“ Zone als solche nicht mehr haltbar sind, da bei einer Kommunikation z. B. die Hände zweier Personen eine andere Distanz haben als die Füße, Hüften, Köpfe etc.

## Rollenverhalten
Da die nonverbalen Anteile der Kommunikation zum überwiegenden Teil durch die Emotionen und Motivationen der Beteiligten gesteuert werden, ist deren bewusste Kontrolle kaum möglich. So überzeugen Charakterdarsteller in erster Linie nicht, weil sie sich gut verstellen können, sondern weil sie sich mit ihrer Rolle identifizieren, sich in die Rolle hineinversetzen, die Rolle übernehmen können.
Formale Beziehungen wie die zwischen Geschäftspartnern (Kunde und Bankangestellter, Klient und Psychotherapeut) zeichnen sich durch klare Zielsetzungen und eine höhere Strukturiertheit als informelle oder „enge“ Beziehungen aus. Allerdings wird jede Soziale Rolle durch komplexe Rollenerwartungen (Rollenverhalten und Rollenattribute) definiert. Wird eine soziale Rolle nur der Form halber übernommen und bewusst zu kontrollieren versucht, gelingt dies auch hier selten in allen Aspekten.
Eine Sicht des menschlichen Rollenverhaltens hat Jacob Levy Moreno zum Psychodrama und Soziodrama als „Therapie in der Gruppe, mit der Gruppe, für die Gruppe“ entwickelt. Ziel ist es unter anderem, rigide Rollenstrukturen oder nicht mehr zeitgemäße Rollenkonserven hinter sich zu lassen und durch die angeborene Spontanität und Kreativität ein situationsadäquates Rollenverhalten zu entwickeln und die (Wieder-)Herstellung einer authentischen Beziehungsfähigkeit zu ermöglichen.

## Weitere Formen
- Pantomime
- Soziales Lächeln
- Unterstützte Kommunikation
- Einwinkzeichen

## Belege
1. ↑  M. Knapp, J. A. Hall (2006): Nonverbal Communication in Human Interaction. Zur nonverbalen Kommunikation gehören Körpersprache, Bildsprache, Symbolik, Berührung, Musik und verschiedenste Formen, sich ohne Worte auszudrücken. Belmont, CA: Thomson Wadsworth
2. ↑  C. R. Darwin (1872): The expression of the emotions in man and animals. London: Murray
3. ↑  Otto Schober (2010). Körpersprache. Schlüssel zum Verhalten. Bad Hersfeld: Neuromedizin Verlag. S. 15–26
4. ↑  A. Linke, M. Nussbaumer, P. Portmann: Studienbuch Linguistik. Tübingen 1996
5. ↑  N. M. Henley im Jahr 1977. Body Politics: Power, sex, and nonverbal communication. Englewood Cliffs, NJ: Prentice Hall
6. ↑  B. M. de Paulo (1992): Nonverbal behavior and self-presentation. Psychological Bulletin, 111, S. 203–243
7. ↑  D. Archer, R. M. Akert: Problems of context and criterion in nonverbal communication: A new look at the accuracy issue. In: M. Cook (Hrsg.) Issues in person perception. Methuen, New York 1984, S. 114–144
8. ↑  Amy Cuddy: Presence: Bringing Your Boldest Self to Your Biggest Challenges. Little, Brown and Company, New York 2015, ISBN 978-0-316-30562-4.
9. ↑  Cuddy, A. J. C., Wilmuth, C. A., Yap, A. J., & Carney, D. R. (2015). Preparatory power posing affects nonverbal presence and job interview performance. Journal of Applied Psychology, 100(4), 1286–1295.
10. ↑  G. Rizzolatti: Empathie und Spiegelneurone. Die biologische Basis des Mitgefühls. Suhrkamp Verlag, Frankfurt am Main 2008
11. ↑  Friedrich Nietzsche (1886), Jenseits von Gut und Böse (Nietzsche) – Viertes Hauptstück: Sprüche und Zwischenspiele. 166
12. ↑  E. Aronson, T. D. Wilson, R. M. Akert: Sozialpsychologie. Pearson Studium. Auflage 2008, ISBN 978-3-8273-7359-5, S. 97
13. ↑  Novak, P. K., Smailović, J., Sluban, B., & Mozetič, I. (2015). Sentiment of emojis. PloS one, 10(12), e0144296
14. ↑  Danny Kringiel: Smiley-Erfinder: Millionen für ein Lächeln. In: Spiegel Online. 11. April 2011 (spiegel.de [abgerufen am 31. Januar 2018]).
15. ↑  Erfindung des Seitwärts-Smiley: Ich bin :-). In: Spiegel Online. 14. August 2007 (spiegel.de [abgerufen am 31. Januar 2018]).
16. ↑  Emojis erobern unsere Chats - und führen zu Missverständnissen. In: Hessische/Niedersächsische Allgemeine. 16. Dezember 2016 (hna.de [abgerufen am 31. Januar 2018]).
17. ↑  R. M. Akert, A. T. Panter (1986): Extraversion and the ability to decode nonverbal communication. Personality and Individual Differences, 9, S. 965–972
18. ↑  R. Rosenthal, B. M. de Paulo (1979): Sex differences in accommodation in nonverbal communication. In: R. Rosenthal (Hrsg.): Skill in nonverbal communication: Individual differences. Cambridge, MA: Oelgeschlager, Gunn & Hain, S. 68–103.
19. ↑  J. A. Hall (1979): A cross-national study of gender differences in nonverbal sensitivity. Unveröffentlichtes Manuskript, Northeastern University, Boston (Massachusetts).
20. ↑  Thomas, A., Chang, C.: Interkulturelle Kommunikation. In: U.Six, U.Gleich und R.Gimmler (Hrsg.): Kommunikationspsychologie-Medienpsychologie.Lehrbuch. Beltz Psychologie Verlags Union, Weinheim 2007, S. 209–229.
21. 1 2 3  Heiner Ellgring: Nonverbale Kommunikation. In: Heinz S. Rosenbusch (Hrsg.): Körpersprache in der schulischen Erziehung: pädagogische und fachdidaktische Aspekte nonverbaler Kommunikation. Burgbücherei Schneider, Baltmannsweiler 2010, ISBN 3-87116-168-3, S. 7–48.